# Ilmr
A la mitologia nòrdica, Ilmr és una deessa documentada (entre Iðunn i Bil) dins d'una llista d'Ásynjur que figura a la Edda prosaica, al llibre Skáldskaparmál. No hi ha més dades a més del seu nom. Jacob Grimm apunta que mentre el nom de la deessa Ilmr és femení, la paraula masculina ilmr significa "olor agradable" (suavis odor).